# Tanganicodus irsacae
Tanganicodus irsacae ist eine endemisch an den Küsten des ostafrikanischen Tanganjikasees lebende Buntbarschart. Die Gattung wurde nach dem Verbreitungsgebiet benannt, das wissenschaftliche Artepitheton bezieht sich auf ein belgisches Forschungsinstitut (Institut pour la recherche scientifique en Afrique centrale).

## Merkmale
Tanganicodus irsacae wird 7 cm lang, Weibchen bleiben etwas kleiner. Der Körper ist langgestreckt, seitlich etwas abgeflacht und nur wenig hoch. Der Kopf ist spitz, das Maul unterständig. Jeder Kiefer ist mit langen, an der Spitze roten Zähnen besetzt („Pinzettgebiss“). Die verlängerten Brustflossen eignen sich zum Abstützen am Boden. Die Rückenflosse ist sehr lang und am weichstrahligen Ende zugespitzt. Auch Bauch- und Afterflosse laufen spitz zu. Die Schwimmblase ist kurz. Tanganicodus irsacae ist von olivgrüner bis beige-bräunlicher Grundfarbe. Die Körperseiten sind mit 7 bis 8 senkrechten hellen Streifen versehen, die in der oberen Rumpfhälfte in hellblaue Flecken übergehen. Auch der Kopf und die Rückenflosse sind mit hellblauen bis grünlichen Flecken gemustert. Die Kopfunterseite ist weißlich. Die Rückenflosse und die Schwanzflosse sind oben ist orange gesäumt, die übrigen Flossen sind meist bräunlich und dunkel gesäumt.
- Flossenformel: Dorsale XXIII–XXIV/4–5, Anale III/7
- Schuppenformel mLR 30–32, SL 22–24/69-10

## Lebensweise
Tanganicodus irsacae lebt bodennah, nah der Küste des Tanganjikasee, und bewegt sich in einer ruckartigen, „hüpfenden“ Schwimmweise fort. In Ruhe stützt er sich, wie auch andere Vertreter der Grundelbuntbarsche (Eretmodini), am Boden mit den Brustflossen ab. Er ernährt sich von Kleinlebewesen, vor allem von Krebstieren und Insektenlarven, die er mit seinen langen Vorderzähnen vom Boden und aus dem Algenaufwuchs der Felsen picken kann. Die Buntbarsche sind monogam und laichen auf einer flachen Steinfläche oder über Sandboden. Anschließend werden die über 20 Eier vom Weibchen für etwa 12 bis 14 Tagen in das Maul aufgenommen. Dann geht die Maulbrutpflege an das Männchen über, das die Eier für weitere 7 bis 10 Tage im Maul mit sich herumträgt. Sind die Jungfische geschlüpft, werden sie aus dem Maul entlassen, in Gruben im Seeboden betreut und nicht wieder ins Maul aufgenommen.

## Systematik
Gattung und Art wurden im Jahr 1950 durch den belgischen Ichthyologen Max Poll erstmals wissenschaftlich beschrieben. Die Gattung blieb bisher monotypisch. Der schwedische Ichthyologe Sven O. Kullander und sein amerikanischer Kollege Tyson R. Roberts fanden im Lukuga, dem Abfluss des Tanganjikasees zum Kongo, jedoch eine zweite Tanganicodus-Art, die bisher unbeschrieben ist. Innerhalb der Buntbarsche bildet Tanganicodus zusammen mit den Gattungen Eretmodus und Spathodus, die ebenfalls je zwei Arten enthalten, den Tribus Eretmodini.